# 916

## Починали
- Климент Охридски, български архиепископ